# Michael Arenz (Autor)
Michael Arenz (* 21. März 1954 in Berlin) ist ein deutscher Schriftsteller.

## Leben
Michael Arenz, 1954 in Berlin geboren, wuchs in Düsseldorf auf. Nach einem Magisterstudium der Germanistik/Philosophie in Düsseldorf und Brüssel arbeitete er als freier Autor in Bochum. Neben der Veröffentlichung (seit 1990) von Lyrik und Prosa in zahlreichen Literaturzeitschriften und Zeitungen (u. a. Abwärts!, DreckSack, Der Sanitäter, Kalmenzone, floppy myriapoda, Junge Welt, Neues Deutschland, Reibeisen, Lichtungen, Signum, Sterz, Kunst und Kultur, Wohnzimmer) und Anthologien auch journalistische Arbeiten und Beiträge für den Hörfunk (WDR, Erzählungen, 1992–1997 und Gedichte, seit 2018). Von 1994 bis 2013 gab er die Zeitschrift Der Mongole wartet. Zeitschrift für Literatur und Kunst heraus. Vom 28. Juli bis 8. September 2012 präsentierte die Galerie abakus/Jo Eckhardt in Berlin-Weißensee die Ausstellung Erkenne was da ist. Fotografien von Hansgert Lambers zu Poemen von Michael Arenz. Vom 2. bis 29. Mai 2019 präsentierte die Galerie Kunstbunker in Berlin-Schmargendorf die Gruppenausstellung Memo abakus u. a. mit Fotografien von Hansgert Lambers zu Poemen von Michael Arenz.

## Werke
- Dezemberblüten. Gedichte. Zenon-Verlag, Düsseldorf 1994, ISBN 3-925790-31-4.
- Anweisungen für die vorletzten Tage. Poeme. Silver Horse Edition, Marklkofen 2008, ISBN 978-3-937037-26-4.
- Fragil. Gedichte. Mit zehn Originalgrafiken von Wolfgang E. Herbst. Limitierte bibliophile Ausgabe. Goldgrundpresse, Meißen 2009.
- Die Vulgarität der davongeschwommenen Felle. Poeme. Silver Horse Edition, Marklkofen 2010, ISBN 978-3-937037-37-0.
- Nachts, wenn der Tag dich erzählt. Poeme (zus. mit Hansgert Lambers). ex pose, Berlin 2011, ISBN 978-3-925935-66-4.
- Noch nicht ganz aber fast. Poeme. Silver Horse Edition, Marklkofen 2011, ISBN 978-3-937037-44-8.
- Der aufrichtige Kapitalismus des Metallgorillas. Poeme (zus. mit Hansgert Lambers). ex pose, Berlin 2015, ISBN 978-3-925935-76-3.[5]
- Späte Erinnerung an eine frühe Ahnung. Poeme (zus. mit Hansgert Lambers). ex pose, Berlin 2018, ISBN 978-3-925935-78-7.[6][7]
- Das schwarze Hotel. Poeme (zus. mit Hansgert Lambers). ex pose, Berlin 2020, ISBN 978-3-925935-82-4.[8][9]
- An den Theken des Abendlandes. Poeme (zus. mit Hansgert Lambers). ex pose, Berlin 2023, ISBN 978-3-925935-84-8.[10]